# Donna D'Errico

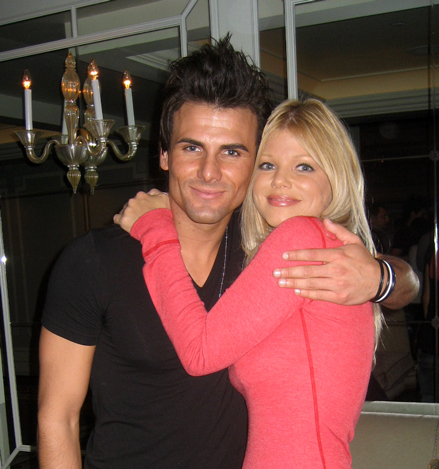
Jeremy Jackson & Donna D'Errico (till höger).

Donna D'Errico, född 30 mars 1968 i Dothan i Alabama, är en amerikansk fotomodell och skådespelare, bl.a. med en roll i Baywatch. D'Errico har tidigare varit gift med Nikki Sixx.